# Pojàrskoie (Primórie)
|  | Per a altres significats, vegeu «Pojàrskoie». |

Pojàrskoie (en rus: Пожарское) és un poble del krai de Primórie, a l'Extrem Orient de Rússia, que en el cens del 2010 tenia 1.263 habitants.